# Каорсо
Каорсо (італ. Caorso) — муніципалітет в Італії, у регіоні Емілія-Романья,  провінція П'яченца.
Каорсо розташоване на відстані близько 410 км на північний захід від Рима, 135 км на північний захід від Болоньї, 14 км на схід від П'яченци.
Населення — 4776 осіб (2014).
Щорічний фестиваль відбувається 15 серпня. Покровителька — Богородиця Небовзята.

## Демографія
Населення за роками:

Станом на 1 січня 2023 року в муніципалітеті офіційно проживав 641 іноземець з 45 країн, серед них 118 громадян країн Євросоюзу та 23 громадяни України.

## Сусідні муніципалітети
- Казелле-Ланді
- Кастельнуово-Бокка-д'Адда
- Кортемаджоре
- Монтічеллі-д'Онджина
- П'яченца
- Понтенуре
- Сан-П'єтро-ін-Черро